# 왕의 여인
《왕의 여인》(중국어: 王的女人, 병음: Wáng de nǚrén 왕더뉘런[*], 한자음: 왕적여인, 영어: Beauties of the Emperor 뷰티스 오브 더 엠퍼러[*])은 중국의 텔레비전 드라마다.
초한전쟁 시대를 다루는데, 등장인물의 이름이 실제 인물과 다르다.

## 등장 인물
- 밍다오(明道) : 운광(云狂) 역
- 진교은 : 여낙(吕乐) 역
- 뤄진 : 해천(海天) 역
- 위안산산(袁姗姗) : 우묘과(于妙戈) 역
- 톈량(田亮) : 소휘(萧辉) 역
- 진사(金莎) : 척희빙(戚喜冰) 역
- 천샤오(陈晓) : 나풍(罗丰) 역
- 청이 : 시두 역